# American way of life

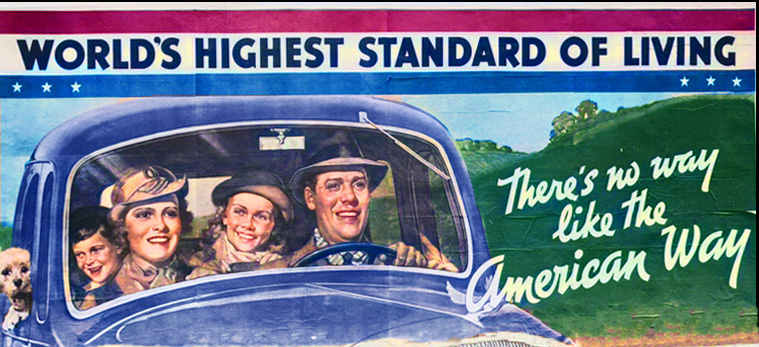
Iconografía de 1937

American way of life (‘forma de vida de América’), a menudo simplificada (American way), es una expresión en lengua inglesa con la que se manifiesta el estilo de vida identificado con los principios explicitados en la Declaración de Independencia de 1776 (‘vida, libertad y búsqueda de la felicidad’ —life, liberty and the pursuit of happiness—), en todos los aspectos: político, social, económico, cultural, etcétera; caracterizados por el individualismo, el protestantismo (especialmente puritanismo y calvinismo), el liberalismo, la ética del trabajo, el pragmatismo, el optimismo, la movilidad social, la dignidad humana, la filantropía, el bien común, la democracia y los derechos civiles.
Desde un punto de vista crítico (la autocrítica y el respeto a la discrepancia es también una característica de esta forma de entender la vida), se señala su reduccionismo a los valores del segmento de población identificado con las siglas WASP (blancos, anglosajones y protestantes, como fueron los primeros colonos de la costa Este), el consumismo y los conceptos denominados «sueño americano», «religión civil americana» y «excepcionalismo americano», además de la creencia nacionalista-jingoísta de que los Estados Unidos son algo único en el mundo, el nuevo «pueblo elegido».
La libre empresa, el mercado libre o el capitalismo son vistos, de forma ambivalente, como virtudes o vicios del sistema: bien porque permiten el pleno desarrollo de la personalidad, llevando a los mayores grados de libertad y eficiencia; o bien porque expresan el egoísmo y la codicia que abocan a la explotación y la desigualdad, obligando a todos a disputar una «carrera de ratas» (rat race).
Las sucesivas oleadas de la globalización han extendido el estilo de vida estadounidense (americanización), coincidiendo con la denominada Pax Americana, el predominio militar, político, económico, tecnológico y cultural (poder duro y poder blando) de los Estados Unidos sobre la mayor parte del mundo, el denominado mundo occidental, a partir del final de la Segunda Guerra Mundial (1945); y en la práctica totalidad del mundo a partir de la caída del muro de Berlín (1989).
La vida y los éxitos de Elvis Presley, quien había nacido en el seno de una familia humilde trabajadora de Tupelo, Misisipi y con base en su propio talento y esfuerzo logró el éxito y la fama mundial, representan el arquetipo del sueño americano  y el ideal del American way of life. Algo similar ocurre en el caso de Marilyn Monroe considerada como la actriz del sueño americano. 

## La forma de vida del Viejo Sur
En el Viejo Sur rural (Old South o Dixie), la «forma de vida» que se defendió en la guerra de Secesión (1861-1865) era opuesta a la del Norte «yanqui» e industrializado. Igualmente referida a los derechos y libertades de la Revolución de las Trece Colonias de 1776, se fundamentaba en la cultura de las plantaciones esclavistas y en los valores aristocráticos que se siguieron añorando cuando la derrota hizo que «se los llevara el viento» (expresión de Margaret Mitchell, Gone with the wind, 1936). Incluso el concepto de «honor» se diferenciaba entre el Norte (vinculado a la sujeción de las emociones, la moral piadosa y el éxito económico) y el Sur (vinculado a la reputación de honestidad e integridad, fuerza y valor marcial, dominio patriarcal de familia y sirvientes, y disposición a usar la violencia contra los desafíos a la propia reputación).

## Ejemplos de uso
The American Way of life is individualistic, dynamic, and pragmatic. It affirms the supreme value and dignity of the individual; it stresses incessant activity on his part, for he is never to rest but is always to be striving to "get ahead"; it defines an ethic of self-reliance, merit, and character, and judges by achievement: "deeds, not creeds" are what count. The "American Way of Life" is humanitarian, "forward-looking", optimistic. Americans are easily the most generous and philanthropic people in the world, in terms of their ready and unstinting response to suffering anywhere on the globe. The American believes in progress, in self-improvement, and quite fanatically in education. But above all, the American is idealistic. Americans cannot go on making money or achieving worldly success simply on its own merits; such "materialistic" things must, in the American mind, be justified in "higher" terms, in terms of "service" or "stewardship" or "general welfare"... And because they are so idealistic, Americans tend to be moralistic; they are inclined to see all issues as plain and simple, black and white, issues of morality.
William HerbergProtestant, Catholic, Jew: an Essay in American religious sociology

The first half of Herberg's statement still holds true nearly half a century after he first formulated it ... [even though] Herberg's latter claims have been severely if not completely undermined... materialism no longer needs to be justified in high-sounding terms.
Ralf Wood.

We are different because our government and our way of life are not based on the divine right of kings, the hereditary privileges of elites, or the enforcement of deference to dictators. They are based on pieces of paper, the Charters of Freedom - the Declaration that asserted our independence, the Constitution that created our government, and the Bill of Rights that established our liberties.
John W. Carlin

## Filmografía
- D. W. Griffith, El nacimiento de una nación, 1915, Intolerancia, 1916.
- Charles Chaplin, La quimera del oro, 1925, Tiempos modernos, 1936.
- Frank Capra, Mr. Smith Goes to Washington, 1939, Qué bello es vivir, 1946.
- Orson Welles, Citizen Kane, 1941.
- Michael Curtiz, Yankee Doodle Dandy, 1942.
- William A. Wellman, Magic Town, 1947.
- I Love Lucy (serie de televisión), 1950-1957.
- Billy Wilder, Ace in the Hole o The Big Carnival, 1951.
- Reginald Rose, «Doce hombres sin piedad», 1954.
- Elia Kazan, On the Waterfront, 1954.
- The Flintstones («Los Picapiedra», serie de dibujos animados para la televisión), 1960-1966.
- Varios, How the West Was Won, 1962.
- Francis Ford Coppola, The Godfather, 1972.
- Alan J. Pakula, All the President's Men, 1976.
- Richard Donner, Superman: The Movie, 1978.
- Gary Ross, Pleasantville, 1988.
- Spike Lee, Do the Right Thing, 1989.
- Ron Howard, Far and Away, 1992.
- Robert Zemeckis, Forrest Gump, 1994.
- Peter Weir, The Truman Show, 1998.
- Martin Scorsese, Gangs of New York, 2002.
- Michael Moore, Bowling for Columbine, 2002.
- Gabriele Muccino, En busca de la felicidad, 2006.
- David Fincher, The Social Network, 2010.[11]
- Oliver Stone, La historia no contada de los Estados Unidos, 2012.